# Hermenegildo Augusto de Faria Blanc
Hermenegildo Augusto de Faria Blanc ComC (Vila da Feira, 23 de setembro de 1811 — Lisboa, 14 de janeiro de 1882), 1.º visconde de Camarate, foi um político português.

## Biografia
Nasceu na então designada Vila da Feira, a 23 de setembro de 1811, quarto filho de José Bernardo Henriques de Faria, cavaleiro professo na Ordem de Cristo e Juiz Desembargador da Casa da Suplicação, entre outros cargos, e de sua mulher Emília Rosa Virgínia de Moura Teles Blanc, naturais de Lisboa e naquela vila residentes por motivos profissionais de seu pai. Era neto paterno de Pedro António de Faria e Ana Joaquina de Valadares, materno de Cláudio Ivo Blanc Brandão, de ascendência francesa e Mariana Francisca Fortunata de Moura Teles. Foi baptizado a 7 de outubro daquele ano na igreja paroquial de São Nicolau da mesma vila, tendo por padrinho o irmão mais velho, Viriato Sertório de Faria Blanc, tocando por procuração o cónego Custódio José de Araújo.
Matriculou-se na Faculdade de Direito da Universidade de Coimbra a 31 de outubro de 1827, com apenas 16 anos, atingindo o grau de Bacharel em Direito a 4 de junho de 1842. Entrou na carreira pública em 1846, na qualidade de delegado do procurador régio na segunda vara da comarca de Lisboa, passando pouco tempo depois ao lugar de ajudante do procurador régio, no Tribunal da Relação de Lisboa. A respeito dos serviços por ele prestados durante este primeiro período da sua vida pública, referem os decretos reais de D. Maria II, datados de 10 de janeiro de 1849: «Attendendo os bons serviços do bacharel Hermenegildo Augusto de Faria Blanc, ajudante do procurador regio junto do tribunal da relação de Lisboa no exercicio do seu logar e no desempenho de difficeis commissões de que tem sido encarregado, hei por bem fazer-lhe mercê de o nomear commendador da ordem de Christo.» e de 30 de outubro de 1850: «Querendo dar uma prova da minha real munificencia a Hermenegildo Augusto de Faria Blanc, ajudante do procurador regio junto da relação de Lisboa, em attenção ao seù merecimento e ao serviço que tem prestado no desempenho das differentes commissões de que ha sido encarregado, hei por bem fazer-lhe mercê do título do meu conselho.»
Finda a sua atividade como magistrado judicial, foi deputado entre 1851 e 1868. Exerceu grande atividade política durante a sua passagem pela Câmara dos Deputados, especialmente em 1860, quando sustentou e defendeu proficientemente a Proposta de Lei para a desamortização dos bens das Corporações Religiosas. Os discursos que então, e ainda em outras oportunidades, proferiu com aplauso da câmara e os serviços que prestou nas comissões de que fez parte, atestaram a sua aptidão parlamentar.
No cargo de ajudante do procurador-geral da Coroa e Fazenda, cargo que ocupou de 1851 até falecer, foi-lhe concecido, por Decreto de 25 e Carta de 31 de maio de 1870 do rei D. Luís I, o título de 1.º visconde de Camarate: «Attendendo aos merecimentos e qualidades que concorrem na pessoa de Hermenegildo Augusto de Faria Blanc, do meu conselho, antigo deputado da nação, e ajudante do procurador geral da corôa e fazenda, diz o decreto de 25 de maio de 1870, e querendo dar-lhe um testemunho de consideração pelos serviços que tem prestado ao paiz em diversos cargos e commissões de que tem sido incumbido, e que tem desempenhado com reconhecido zelo e intelligencia, hei por bem fazer-lhe mercê do titulo de visconde de Camarate.»
Foi, além dos cargos e títulos já referenciados, cavaleiro-fidalgo da Casa Real e fidalgo do Conselho do rei D. Luís I. Usou por Armas: escudo esquartelado, o 1.° Brandão, o 2.° Soromenho, o 3.° da Silveira e o 4.° Coutinho; timbre: Soromenho; coroa de Visconde.
Faleceu na sua residência, o segundo andar do número 171 da rua da Madalena, na freguesia homónima, na cidade de Lisboa, às 16 horas de 14 de janeiro de 1882, aos 70 anos de idade. Não fez testamento nem recebeu os sacramentos católicos. Encontra-se sepultado em jazigo particular, no Cemitério dos Prazeres, em Lisboa. O periódico Diário Illustrado, declara, em edição de 17 do mesmo mês, o seguinte elogio: «O visconde de Camarate deixou saudades, como acontece sempre a todo o homem que durante a vida sobresae pela intelligencia e inexcedivel probidade.»

## Casamentos e descendência
Casou em primeiras núpcias a 30 de novembro de 1843, na Igreja de Santa Justa e Santa Rufina, em Lisboa, com Maria da Purificação de Lima Vivas (São Salvador, Lisboa, circa 1826 — Santa Catarina, Lisboa, 23 de março de 1862), filha de Bento José Vivas e de Rosa de Lima Frizone. Deste matrimónio nasceram:
- Emília Rosa de Faria Blanc (Santa Justa, Lisboa, 31 de outubro de 1845 — ?), solteira e sem geração;[9][10]
- Emília Virgínia de Moura Teles de Faria Blanc (6 de fevereiro de 1847 — ?), solteira e sem geração;[10]
- João Augusto de Faria Blanc (Benfica, Lisboa, 20 de julho de 1848 — Alcântara, Lisboa, 10 de outubro de 1913), 2.º visconde de Camarate e general de Infantaria, que casou com Maria Amália Botelho de Gouveia, com geração;[11]
- Hermenegildo Augusto de Faria Blanc Júnior (Madalena, Lisboa, 22 de outubro de 1853 — Alcântara, Lisboa, 10 de novembro de 1911), arquiteto e funcionário do Ministério das Obras Públicas, Comércio e Indústria, que casou com Georgina Anselma Botelho de Gouveia, com geração.

Casou em segundas núpcias a 9 de julho de 1863, na Igreja de Santa Isabel, em Lisboa, com Leopoldina Augusta de Almeida Pimentel de Moura Coutinho (São Sebastião, Ponta Delgada, 8 de agosto de 1836 — Lapa, Lisboa, 3 de dezembro de 1908), filha do político e proeminente figura maçon durante o período cabralista José Joaquim de Almeida de Moura Coutinho e de Maria Cândida da Costa Freire de Almeida Pimentel. Deste matrimónio nasceram:
- Maria Luís Pimentel de Moura Coutinho de Faria Blanc (Encarnação, Lisboa, 6 de maio de 1864 — Encarnação, Lisboa, 21 de novembro de 1864);
- Claudina de Moura Coutinho de Faria Blanc (Encarnação, Lisboa, 6 de maio de 1865 — Santa Isabel, Lisboa, 21 de agosto de 1932), solteira e sem geração;
- José de Moura Coutinho de Faria Blanc (Conceição Nova, Lisboa, 22 de novembro de 1867 — Conceição Nova, Lisboa, 9 de janeiro de 1869).

Teve, segundo o seu assento de óbito, uma filha natural, possivelmente antes de se casar com a primeira mulher.